# 突角鼻鱼
突角鼻鱼（学名：Naso annulatus），又名環紋鼻魚，为刺尾鱼科鼻鱼属的鱼类，俗名环纹鼻鱼。分布于南日本至印度、太平洋之间、台湾岛等，於1825年首次被法國博物學家让·勒内·康斯特·盖伊和約瑟夫·保羅·蓋馬爾正式描述為Priodon annulatus，该物种的模式产地在帝汶。棲息深度1-60公尺，本魚體呈橢圓形且側扁，成魚眼睛前面有一個長的、水平的、逐漸變細的骨隆起，尾柄每側有2個骨板，成年後，這些骨板會形成刀片狀的硬棘。幼魚的尾鰭呈截斷狀，但成魚的尾鰭呈扇形，雄魚的尾鰭上下葉延長成絲狀，體色為藍灰色或藍棕色，腹部顏色較淺，無深色斑紋，嘴唇白色，幼魚和亞成魚的尾柄上有一條清晰的白色帶，尾鰭上有白色邊緣，成魚時，尾鰭中間會形成黑色帶，並保留薄薄的白色邊緣和尾絲，背鰭硬棘5枚、背鰭軟條28-29枚、 臀鰭硬棘2枚、臀鰭軟條27-28枚，體長可達100公分，幼魚棲息在潟湖，成瑜則棲息在較深的礁石區，夜行性，以藻類為食，可作為觀賞魚，有雪卡魚中毒的報導。

## 扩展阅读
維基物種上的相關：突角鼻鱼